# Úlfljótsvatn
Úlfljótsvatn är en konstgjord sjö på Island. Dess yta är 2,45 km2.